# رزم‌ناو کلاس آروگنت
کروزر کلاس آروگنت (به انگلیسی: Arrogant-class cruiser) یک کلاس از کشتی است که طول آن ۳۲۰ فوت (۹۷٫۵ متر) می‌باشد.